# Komet Wolf
Komet Wolf ali Wolfov komet (uradna oznaka je 14P/Wolf) je periodični komet z obhodno dobo 8,74 let. Pripada Jupitrovi družini kometov.

## Odkritje
Odkril ga je nemški astronom Max Franz Joseph Cornelius Wolf (1863–1932) 17. septembra 1884 v Heidelbergu v Nemčiji. Pozneje (23. septembra) ga je odkril tudi Ralph Copeland, vendar se njemu odkritje ne priznava.

## Opazovanja
Prvotno je imel komet prisončje na razdalji 2,74 a.e. in obhodno dobo 8,84 let. Prisončje (perihelij)) se je spremenil na 2,43 a.e. in obhodna doba na 8,28 let. To se je zgodilo 27. septembra 1922, ko je komet letel mimo Jupitra na razdalji 0,125 a.e. trenutne vrednosti veljajo za mimolet kometa mimo Jupitra 13. avgusta 2005. Naslednje približevanje kometa Jupitru se pričakuje 10. marca 2041, ki bo vrnilo parametre tia na vrednosti iz obdobja 1925 do 2000.
Jedro kometa ima premer 4,66 km.